# Menucourt
Menucourt egy község Franciaországban. Lakosainak száma 6189 fő (2022. január 1.).

## Földrajza
Menucourt Sagy, Évecquemont, Vaux-sur-Seine, Boisemont, Condécourt és Courdimanche községekkel határos.